# 原刺革菌属
原刺革菌属（学名：Phaneroites）是原毛平革菌科下的一个属。

## 下属物种
本属包括以下物种：
- 亚栎原刺革菌 Phaneroites subquercinus (Henn.) Hjortstam & Ryvarden